# Radiografloven
Bekendtgørelse af lov om radiografer (i daglig tale blot Radiografloven) var indtil 1. januar 2007 den lov, hvori radiografernes virke samt autorisations- og videreuddannelsesbestemmelser var beskrevet.
1. januar 2007 blev Radiografloven afløst af Autorisationsloven – Lov om autorisation af sundhedspersoner og om sundhedsfaglig virksomhed – hvor radiografers virke samt autorisations- og videreuddannelsesbestemmelser beskrives i § 62.

## Eksterne kilder og henvisninger
- Bekendtgørelse af 8. maj 2002 af lov om radiografer (gældende indtil 1. januar 2007)
- Bekendtgørelse af 22. maj 2006 af lov om autorisation af sundhedspersoner m.m., § 62 (gældende siden 1. januar 2007)